# 金家功
金家功是四川梁平(今重慶)一帶流傳的稀有拳種，為道士金道人所傳。
金道人原名金一望(一旺)，生卒年不詳（約乾隆年間出生，原籍山西），其家郷接近內蒙古，所以又有人稱金是蒙古人。金一望原為綠林大盜，仰慕姬家武功，後與馬龍、馬虎兩兄弟拜姬際可的後人學拳。
金一望藝成後曾參加農民起義，起事失敗後換裝成道士打扮，逃到蜀東一帶，金一望把道家煉氣法結合與姬氏所傳的心意拳結合，形成了金家功。後傳藝結除袁家溝袁氏三兄弟(袁一培、袁一發、袁一才)外，另有李少侯、李丹翼、丘六老爺、張占寬等人。

## 金家功的內容
金家功以四把捶及十二形(龍、虎、猴、鹿、雞、燕、鷂、蛇、猿、鶴、鷹、熊)，與形意拳的十二形稍有不同。
練步法：主要有雞形步、安林步、清身步等。
除此以外、金家功還練一種叫開合勁的內功，包含金家功的技擊精義。

## 金家功與形意拳同源的證據
第一、形意拳是由山西姬際可傳出的，金家世代相傳，也說金家功夫原是姬家功夫，是由金道人向山東姬家學來的。考山東並無姬家傳拳的事，山西說成山東，顯是年久訛傳所致。

第二、姬隆豐後的重要傳人，山西戴龍邦，河南有馬學禮。周師傳金家功夫時說，金道人向姬家學拳，是同馬龍、馬虎兄弟一道的。(據說馬龍、馬虎其實就是戴龍邦和馬學禮二人)，明顯可見。以此可以推想金道人與馬學禮戴龍邦是同時代的人，也很可能還是師兄弟。
第三、 形意拳傳到河南的馬學禮一支，叫心意六合拳。金家功夫拳譜明明標上，“心意六合第一家——金家功夫”。
第四、從年代上考查，形意、心意和金家的初期，都是距今約一百五十年至一百七十年前的時代，三家的後學到現在，也都是七、八、九、十代之間。
第五、兩家拳譜上，都有七拳、十二形、四把捶、倒打紫金關、玉門單清，遇敵好似火燒身等說法和詞句，和形意拳拳譜所載的名詞非常吻合。
第六、 河南心意六合及形意拳的四把捶、是一個八九手的簡短套路，金家功夫的四把捶，也一共只有九個動作。
第七、 兩家的身法、步法，幾乎完全相同，其鍛煉方法，以單式動作為主，不大重視套路，兩家都同。

## 相關鏈接
- 形意拳
- 心意六合拳
- 南拳
- 拳術發展歷史
- 中國武術門派